# 羅莎莉歐·芙蘿雷斯
羅莎莉歐·芙蘿雷斯（Rosario Flores，1963年11月4日—），西班牙知名女演員。

## 家族
羅莎莉歐·芙蘿雷斯是Antonio González與蘿拉·芙蘿雷斯（Lola Flores）的女兒，姐姐羅麗塔·芙蘿雷斯（Lolita Flores）是歌手，哥哥安東尼奧·芙蘿雷斯（Antonio Flores）也是歌手。